# Черен пипер
Черният пипер (Piper nigrum) е растение от семейство Пиперови (Piperaceae), чиито плодове се използват като подправка, позната под същото име.
Подправката се получава от ферментирали изсушени недоузрели червени плодчета на растението. Зелените неузрели плодчета дават сходната подправка зелен пипер след изсушаване или мариноване в саламура или оцет. От изсушените и обелени узрели плодове се получава бял пипер.

## Черният пипер като подправка
Това е една от най-широко разпространените подправки в европейската кухня, позната още от древността и ценена заради вкуса си и заради употребата си като консервант. Вкусът на черния пипер се дължи на веществото пиперин. Смленият черен пипер, често наричан само „пипер“, се намира, заедно със солта, на почти всяка трапеза в някои части на света.

### Разновидности
Белият пипер се различава само по това, че се приготвя от зрели плодове. След като бъдат набрани, ги държат три дни и след това ги грухат и мият ръчно в кошница, докато дръжките и меката част бъдат отстранени, след което зърната се сушат. Понякога обаче той се приготвя от сух черен пипер чрез отстраняване на външната обвивка. Не е толкова пикантен като черния, но има по-чист вкус.

### История
Черният пипер е популярна подправка още от предисторически времена. Вероятно е отглеждан за първи път на брега на Малабар в Индия. Едуард Гибън пише в Залез и упадък на Римската империя, че пиперът бил „любима съставка на най-скъпите римски ястия“. Имайки предвид разходите на индийски подправки като пипера, Плиний Стари се оплаква, че „няма година, в която Индия да не изцежда от Римската империя поне петдесет милиона сестерции.“ Говори се, че Аларих Вестготски поискал от Рим откуп от повече от един тон черен пипер при обсадата на града през 410 г.
Вярва се, че през Средновековието черният пипер е бил използван за прикриване на вкуса на частично развалено месо, но за това няма свидетелства. През Средновековието арабите са търгували с черен пипер в доходния пазар на подправки от Индийския океан. Той е бил толкова скъп, че често е бил използван като залог или дори валута. Прекомерно високата му цена през средните векове е била един от стимулите, които накарали португалците да търсят морски път до Индия. В късния 15 век Португалия завладява търговията в Индийския океан, включително и черния пипер, според договора от Тордесиляс с Испания и отделен договор със султана на Тернат. По-късно, през 17 век, холандците започват да доминират пазара на подправки. В наши дни черният пипер заема една четвърт от световната търговия с подправки.

## Отглеждане
Информацията в този раздел е от една енциклопедия от 1911 г. и може би е остаряла. Моля, променете я, ако е необходимо.
В Югозападна Индия черният пипер расте свободно в богата, влажна, покрита с листа почви, в тесни долини, разпространявайки се по земята или чрез разклонени корени. Местният метод за отглеждане е да се привържат краищата на пълзящите стъбла към съседни дървета, високи поне 1,80 m, особено към такива с груба кора, за да могат корените по-лесно да се прикрепят към повърхността. Гората след това се почиства от храсталаци, оставяйки само дървета, достатъчни за да осигуряват сянка и да позволяват добра вентилация. Корените се покриват с листа и тор и филизите се подрязват два пъти в годината.
На места, където черният пипер не расте свободно, се избира земя, която позволява свободно оттичане, но която не е прекалено суха или изложена на наводненяване, и калемите се засаждат на около 30 cm от дърветата или през дъждовния сезон през юни или през сухия сезон през февруари. Понякога няколко калема, дъли по около 45 cm се поставят в кошница и се заравят в корените на едно дърво, като калемите са наклонени към дънера. През октомври или ноември младите растения се покриват със смес от листа и кравешки тор. При сухи почви младите растения изискват поливане през ден през сухия сезон през първите три години. Растенията дават плодове на четвъртата или петата година и ако са отгледани от калеми, са плодоносни в продължение на седем години. От растения, отгледани от калеми, се получава повече и по-качествен черен пипер, поради което този метод се използва по-често.
В Суматра земята се почиства, разорава и засява с ориз. Калемите се засаждат през септември на 1,50 м разстояние в двете посоки, заедно с фиданка на бързорастящо дърво с груба кора. Оставят се така за 12 или 18 месеца и след това се зариват изцяло с изключение на малко парче огънато стъбло, за да израстнат нови филизи, 3 – 4 от които се оставят да се увият около дървото, до което са засадени. Обикновено тези филизи цъфтят и дават плод през следващата година. Всека година се събират две реколти, основна през декември и януари и втора – през юли и август. Втората реколта е по-слаба и с по-ниско качество.
Отглеждат се два или три сорта черен пипер; най-добрият сорт има 5 – 7 широки овални жилести листа с дръжка. Съцветията са срещу листата, имат дръжки и са с дължина 7 – 15 cm. Плодовете са месести, без дръжки. Едно стъбло носи 20 – 30 съцветия. Събирането започва, когато едно или две зърна в основата на съцветието започнат да почервеняват, преди плодът да узрее, когато е наедрял докрай, но все още е твърд. Ако се оставят да узреят, зърната губят вкуса и аромата си и накрая падат. Гроздовете се събират в торби или кошници и се сушат на слънце. Когато изсъхне, черният пипер се поставя в чували, съдържащи от 64 до 128 фунтa (около 29 до 58 kg).